# Endre Bíró

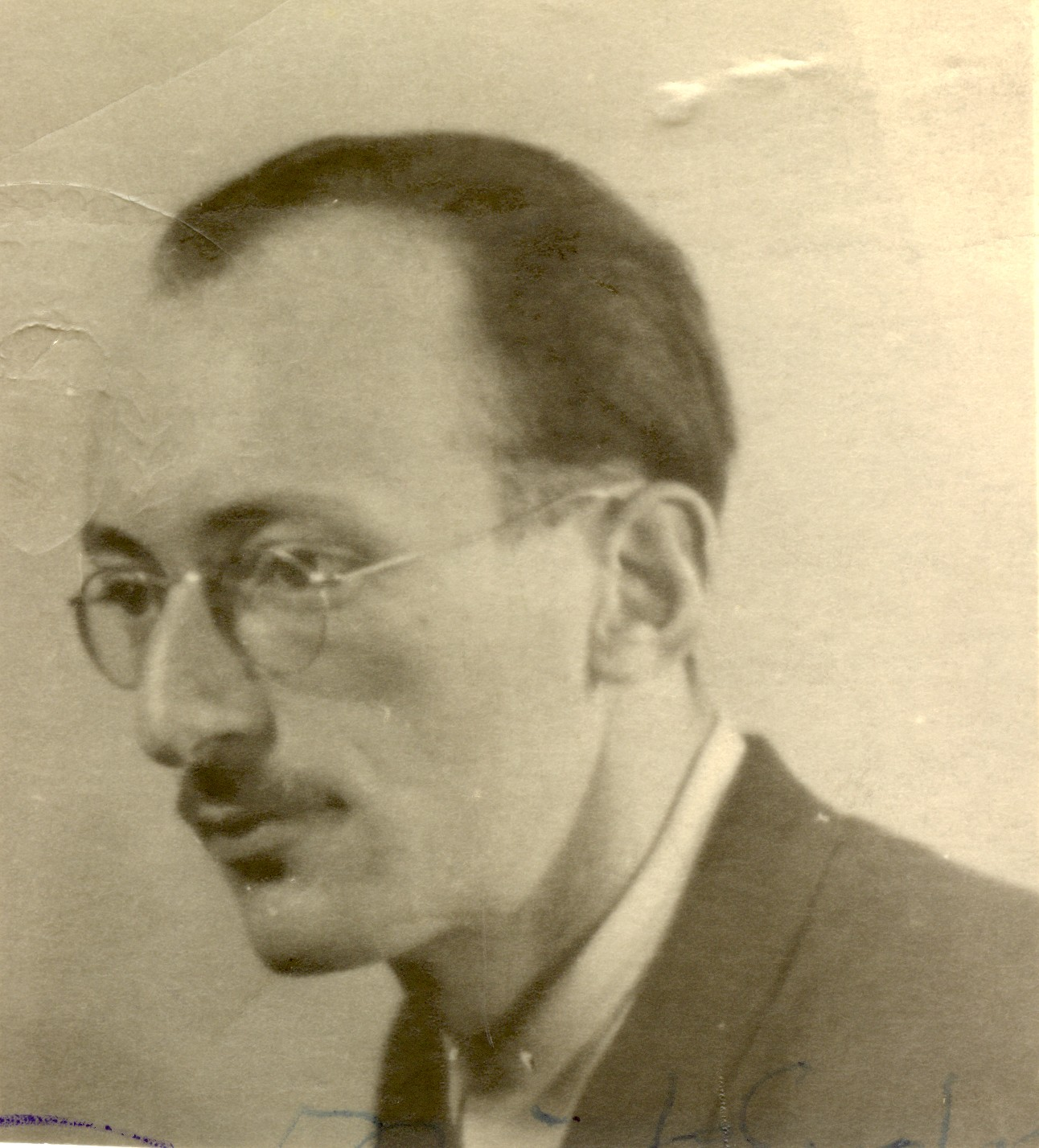
Endre Bíró 1946

Endre Bíró (* 22. April 1919 in Budapest; † 13. Juni 1988 in Velem) war ein ungarischer Biochemiker, dessen Forschungsergebnisse in der Biochemie der Muskel- und Muskelkontraktion internationale Anerkennung fanden. Sein voller Name ist Miklós Endre Bíró, übersetzt ins Englische als Nicholas Andrew Bíró, daher wird er in seinen Veröffentlichungen auf Englisch als N. A. Bíró bezeichnet.

## Frühes Leben
Endre Bíró wurde am 19. April 1919 als zweiter Sohn von Lipót Bíró und Emma Gráber in einer liberal gesinnten Familie geboren. Bíró erhielt einen Diplomlehrerabschluss in Physik und Chemie an der Universität der Wissenschaften Szeged, genannt damals die Miklós Horthy Universität von Szeged. Bíró erhielt den Preis der Universität für seine Arbeit Die Bestimmung der Avogadro-Zahl basierend auf der Untersuchung von Emulsionen. Er machte seinen Ph.D.-Abschluss in organischer Chemie und experimenteller Physik im Juni 1942. Nach Abschluss der Universität versuchte Bíró, angesichts der damals herrschenden sozialen Verhältnisse und der antijüdischen Gesetze Ungarns nicht einmal nach einem Arbeitsplatz zu suchen.

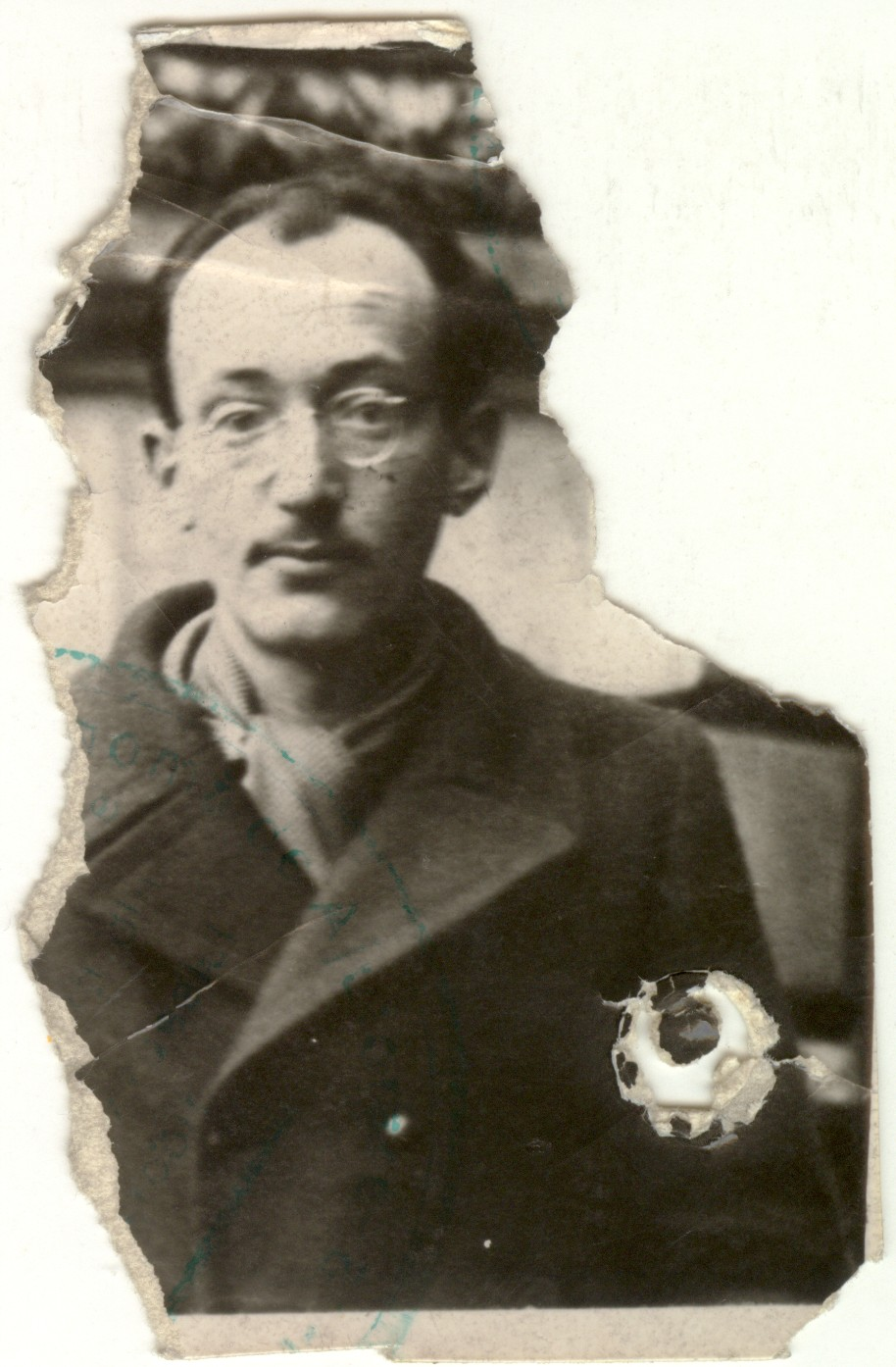
Endre Bíró in Bukarest im Januar 1945 in einem militärischen Mantel. (Die Größe des Originalfotos beträgt 5,5 × 4,0 cm.)

Im Jahr 1942 wurde er in den Arbeitsdienst eingezogen, der von jüdischen Männern während des Zweiten Weltkriegs verlangt wurde, denen aufgrund der antijüdischen Gesetze Ungarns der Zugang zur ungarischen Armee verwehrt wurde. Ungarische jüdische Männer im wehrfähigen Alter wurden als Hilfstruppen der ungarischen Armee eingesetzt. Sie durften keine Waffen und gegen Ende des Krieges auch keine Militäruniformen tragen. Im Sommer 1944 desertierte Bíró von seiner Arbeitsdiensteinheit in Siebenbürgen, wurde sowjetischer Kriegsgefangener, und konnte glücklicherweise zunächst nach Brassó und dann nach Bukarest reisen, wo er in dem Zeitraum 1944 und 1945 fast zwölf Monate lebte und Hilfe von der Joint bekam. Nach seiner Rückkehr nach Ungarn las er einen Bericht in einer der Zeitungen, in dem die Zeitung ihre Leser darüber informierte, dass Albert Szent-Györgyi plante, nach Budapest zu kommen, um ein Forschungsinstitut zu gründen.
In einem Motivationsbrief vom 9. April 1945, geschrieben an Albert Szent-Györgyi, der unter Bírós Papieren aufbewahrt wird, schreibt er unter anderem folgendes: „Wie aus dem beigefügten Lebenslauf hervorgeht, war der Grund, warum ich zur Universität ging, meine Absicht, mich der reinen wissenschaftlichen Forschung zu widmen. Ich hatte das Gefühl, eine wissenschaftliche Begabung zu besitzen, aber im früheren Regime konnte ich aufgrund von Umständen, die sich meiner Kontrolle entzogen, in der wissenschaftlichen Forschung nicht viel erreichen. Ich setze mich fest für meine Entscheidung, mich mit reiner wissenschaftlicher Forschung zu beschäftigen, obwohl ich mir bewusst bin, dass ein Wissenschaftler kein hohes Gehalt bekommt.“
Endre Bíró heiratete die Malerin und Grafikerin Ilka Gedő am 19. August 1946.

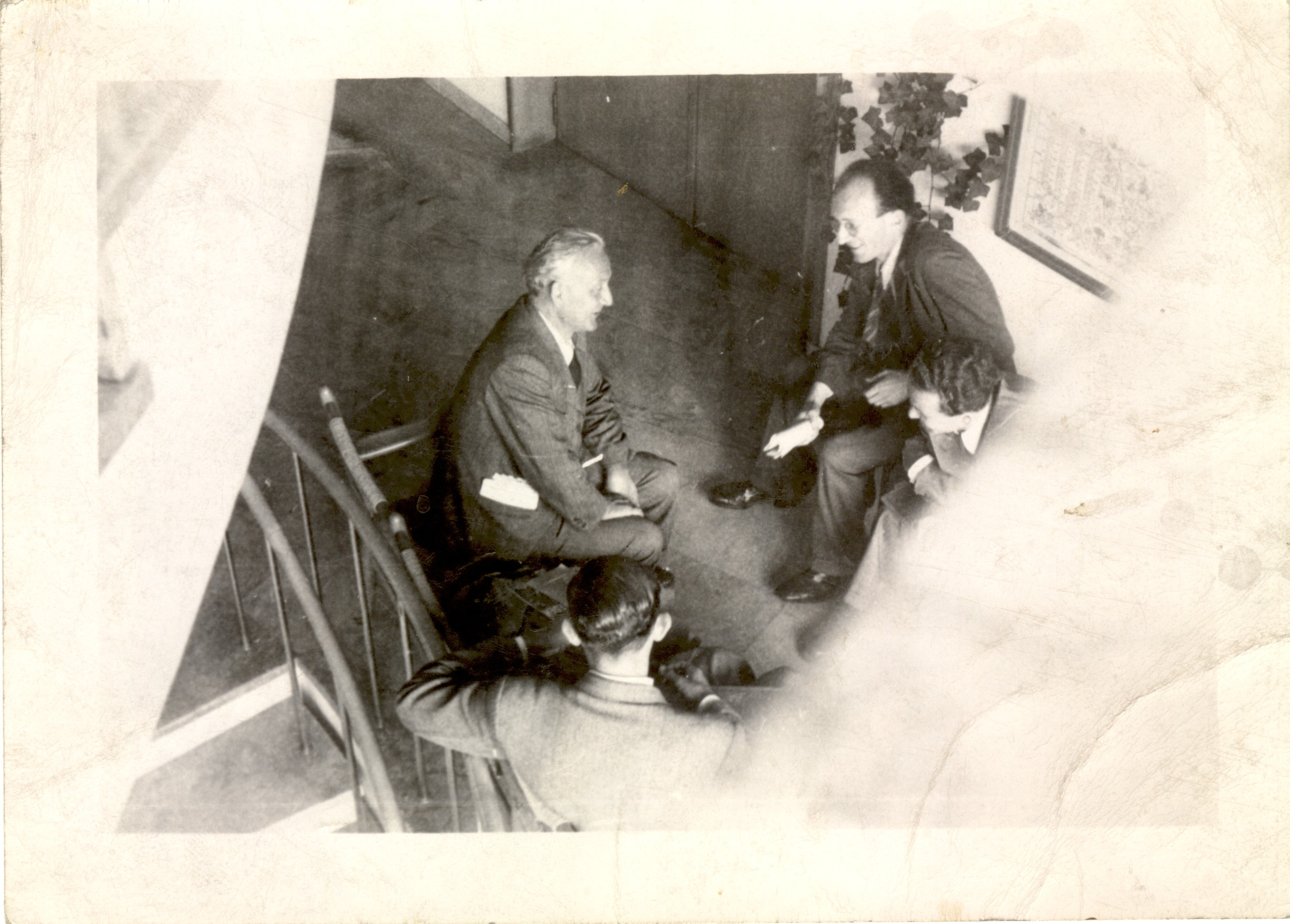
Albert Szent-Györgyi auf der linken Seite, Tamás Erdős auf der rechten Seite, neben ihm Endre Bíró, die Person, deren Gesicht nicht zu sehen ist, ist W.F.H.M. Mommaerts, Stockholm, 1947, der Sechste Internationale Kongress für experimentelle Zytologie

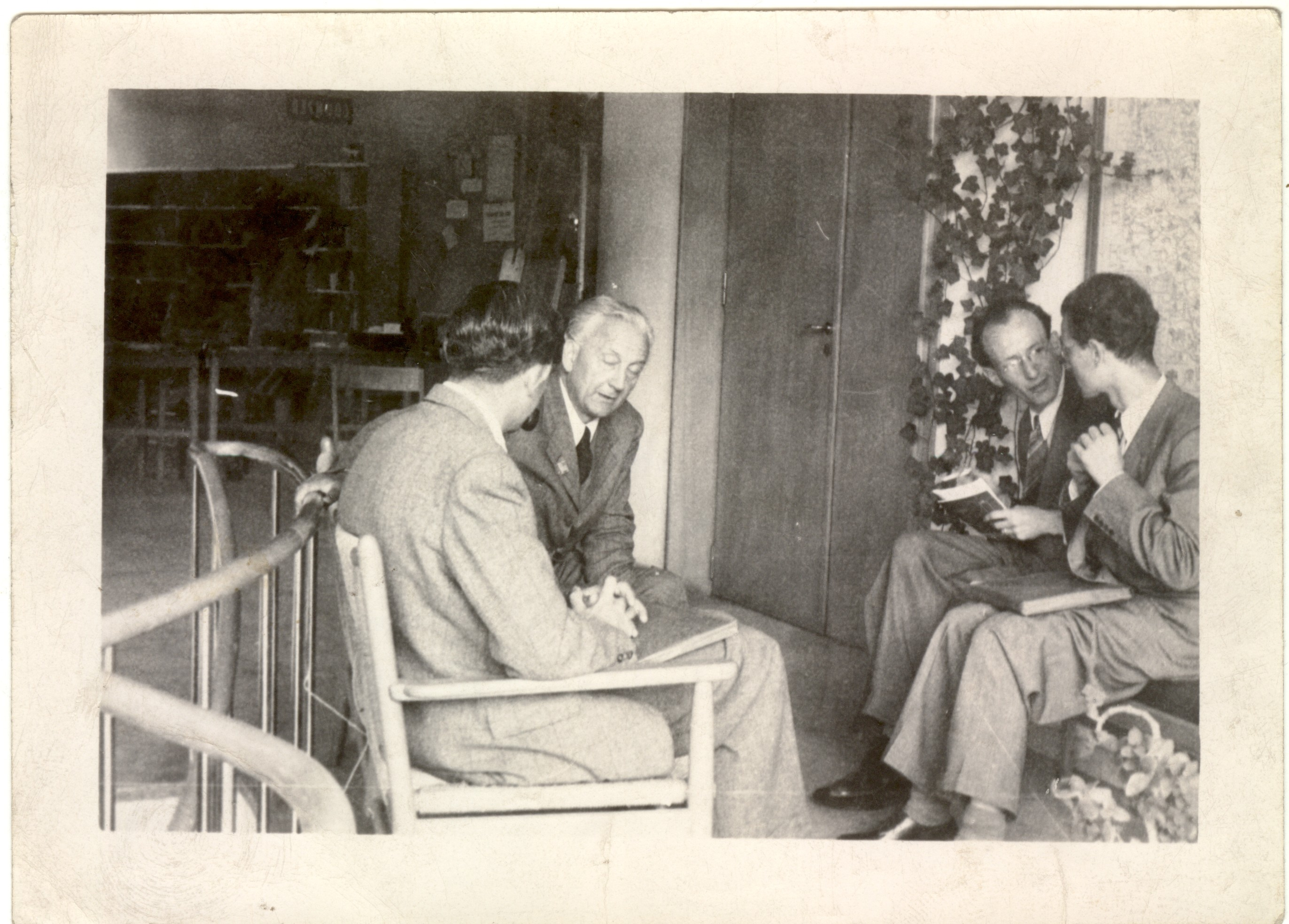
Links W.F.H.M. Mommaerts und Albert Szent-Györgyi, rechts Endre Bíró und Tamás Erdős, Stockholm, 1947, der Sechste Internationale Kongress für Experimentelle Zytologie

## Wissenschaftliche Karriere
Bíró begann seine wissenschaftliche Karriere am Biochemie-Institut der Péter Pázmány Universität in Budapest im Jahre 1945, einem Institut, das Albert Szent-Györgyi im selben Jahr gründete.
„Es war Albert Szent-Györgyi, der die erste ungarische Schule der Biochemie gründete, deren Aktivitäten seither weltberühmt sind. Unter den Forschern des Instituts können wir u. a. Ilona Banga, Endre Bíró, Tamás Erdős, Mihály Gerendás, János Gergely, Ferenc Guba, Kálmán Laki und Brúnó Ferenc Straub nennen.“
In Erinnerung an diese Zeiten schreibt einer von Bírós Kollegen: „Ich begann meine Karriere als frischgebackener Hochschulabsolvent am Medizinischen Chemie-Institut 1950. Mátyas Rákosi, der offiziell als der beste Schüler Stalins bezeichnet wurde, hatte bereits eine Schreckensherrschaft im Land eingeführt, und die Wellen des Terrors erreichten zu jener Zeit die Ungarische Akademie der Wissenschaften sowie die Universitäten, einschließlich des Instituts für Medizinische Chemie. Endre Bíró überlebte erst vor kurzer Zeit die beschämenden Zeiten von 1944, und jetzt musste er sich einer neuen Krise stellen: Kollegen, die eine ähnliche Karriere hatten, profitierten sehr von der ‚neuen Ordnung‘ und wurden so zu einem Werkzeug des Terrors. Endre Bíró blieb dieser ‚Lösung‘ fern. […] Endre Bíró führte ein vorbildliches Leben, er respektierte die Wissenschaft sehr, und er behandelte sie nie als Mittel seiner Karriere. Auf Grund seiner Bescheidenheit wurde er auf unfairer Weise in den Hintergrund gedrängt. (…) Ein Professor, der ein Institut leitet, hat nicht immer Zeit für die wissenschaftlichen Nachwuchsassistenten. Zebi (der Scherzname von Endre Bíró lautete ‚Zebi‘) war jedoch immer verfügbar, wenn es nötig war. Wir hatten eine Maxime: ‚Mach dir keine Sorgen, Zebi wird es lösen!‘.“
Albert Szent-Györgyi und sein Team, einschließlich Bíró, nahmen am 6. Internationalen Kongress für experimentelle Zytologie vom 10. bis zum 17. Juli 1947 in Stockholm teil. Unzufrieden mit der kommunistischen Herrschaft Ungarns wanderten die meisten Mitglieder von Albert Szent-Györgyis Team in den Westen aus. „Irgendwann Ende 1946 und Anfang 1947 erhielt Albert Szent-Györgyi einen Brief von einem Kollegen in Südamerika. Er bot Szent-Györgyi eine Forschungsstelle an und meldete sich freiwillig, auch seine Assistenten zu übernehmen. Albert las diesen Brief beim Nachmittagstee, ein Brauch, der in Budapest wieder eingeführt worden war. 'Wer möchte mit mir gehen?' fragte er halb scherzend. Nur drei seiner jungen Kollegen lehnten ab. Einer war ein hingebungsvoller Kommunist, einer hatte eine Familie, die er nicht verlassen konnte; während Bíró, der Jude war, sich relativ gut über die neue Situation fühlte. Alle anderen sagten jedoch, dass sie bereit waren, mit ihrem Professor auszuwandern.“
(Bíró traf Szent-Györgyi das nächste Mal fünfundzwanzig Jahre später 1972 in Amerika, in Cold Spring Harbor.)
Bíró hat einen Ph.D.-Abschluss in Biologischen Wissenschaften.
Im Jahr 1950 änderte das kommunistische Regime den Namen der Pázmány Péter Universität in Eötvös-Loránd-Universität und, ein Jahr später, organisierte die politische Macht die medizinische Fakultät der Universität in eine unabhängige medizinische Schule um, genannt Semmelweis-Universität. Das Institut für Medizinische Chemie begann im September 1949 unter der Leitung von Bruno Ferenc Straub mit einem Teil des Lehrpersonals des früheren Biochemie-Instituts sowie mit neu angestellten Ärzten und Chemikern. Aufgrund von Erinnerungen waren die ersten Lehrer der medizinischen Chemie Endre Bíró, Erzsébet Bölöny, Géza Dénes, György Feuer, György Gárdos, Tamás Garzó, Ferenc Guba, Dezső Prágay, István Szára, Mária Székely, Zsuzsa Szőnyi und Agnes Ullmann.
1953 wurde Bíró eingeladen, die tierbiochemische Abteilung der naturwissenschaftlichen Fakultät der Eötvös-Loránd-Universität zu leiten. Nach einigen Jahren beendete die Abteilung, wie vom Kultusministerium in Auftrag gegeben, ihre Aktivitäten, und in der Abteilung für Genetik wurde eine kleine biochemische Forschungseinheit organisiert. In den Anfängen hatte dieses Forschungsteam nur zwei Vollzeitmitarbeiter – Endre Bíró und Béla Nagy, der kürzlich seinen Universitätsabschluss gemacht hatte. Nachdem Béla Nagy in die USA ausgewandert war, wurde András Mühlrad das zweite Mitglied des Forschungsteams.
In Erinnerung an diese Zeiten weist András Mühlrad darauf hin: „Ich habe nie einen Forscher kennengelernt, der von jeglicher Eitelkeit und von borniertem Ehrgeiz so frei war. Bíró war immer bereit, seinen Studenten und Kollegen mit gutem Rat zu helfen. Sein breites Wissen überschritt Biochemie, und dazu gehörten auch die Sozialwissenschaften. Sein Kontakt zu den Menschen war dadurch gekennzeichnet, dass er naiv immer das Beste von allen Menschen annahm, mit denen er in Kontakt kam, daher hatte er kaum Feinde. Dies ist etwas Seltenes in der Welt der Wissenschaft, wo selbst unter den besten Forschern Probleme hinsichtlich der moralischen Integrität beobachtet werden können.“
„Ab 1962 beschäftigte die Forschungsabteilung neue Mitarbeiter (Gabriella Kelemen, Miklós Bálint und György Hegyi). Damals war diese Forschungsgruppe schlecht ausgestattet, was aber dank des Einfallsreichtums von Bíró weitgehend ausgeglichen wurde. Aufgrund seiner patentierten Erfindung, begann die Firma Ungarische Optische Werke mit der Produktion des ersten ungarischen Photometers namens UVIFOT, das auch im ultravioletten Bereich arbeiten konnte. Im Jahr 1968 wurde die biochemische Forschungseinheit unabhängig von dem Lehrstuhl für Genetik und zog in geräumige Räumlichkeiten, im Erdgeschoss und im Keller eines Universitätsgebäudes unter Puschkin-Straße 3. Der lang erwartete Umzug wurde sowohl von den Mitarbeitern als auch von den Studenten begeistert gefeiert.“
Im Jahr 1968 wurde Bíró Universitätsprofessor und Leiter des neu gegründeten Lehrstuhls für Biochemie. Zusätzlich zu umfangreichen Lehraktivitäten hat der Lehrstuhl für Biochemie der Eötvös-Loránd-Universität die Biochemie von Proteinen und die Biologie der Muskelkontraktion erforscht. Der Lehrstuhl hatte international anerkannte Ergebnisse in der Untersuchung der Struktur von Myosin.
Die Aktivitäten der Biochemie-Forschungsgruppe und dann des Lehrstuhls für Biochemie konzentrierten sich auf Bírós Forschungsthemen. Bíró veröffentlichte eines seiner herausragendsten Forschungsergebnisse zusammen mit András Szent-Györgyi jun., dem Cousin von Albert Szent-Györgyi. Sie wiesen darauf hin, dass die Aktivität von Myosin Mg-ATP mit Aktin verstärkt werden kann. Die Schule von Bíró hatte auch nach heutigen strengen Maßstäben eine hervorragende Leistung und trug sehr zum guten Ruf der ungarischen Biochemie bei.
Bírós Interessen waren nicht auf die Naturwissenschaften beschränkt. Er war ein Mitglied des Kreises von Künstlern, Wissenschaftlern und Gelehrten, die um den Philosophen, Lajos Szabó entstand. Lajos Szabó, ein intellektueller Guru, hatte aus jeder Generation einige neue Schüler. Endre Bíró lernte ihn durch seinen Bruder Gábor Bíró kennen, der sieben Jahre älter war als er. Der Kreis von Lajos Szabó war keineswegs eine Organisation mit formalisierten Regeln. Dies war eine Gesellschaft von Freunden und eine offene Schule mit einem multidisziplinären Ansatz. Zwischen 1947 und 1950 besuchte Bíró die Vorlesungen, die von Lajos Szabó gehalten wurden. An diesen Vorlesungen nahmen manchmal auch der Essayist Béla Hamvas und der Philosoph Béla Tábor Teil.
Endre Bíró übersetzte umfangreiche Auszüge von James Joyce Finnegans Wake und schrieb eine ausführliche Studie über diesen Roman. Als Folge der kommunistischen Zensur konnten diese Übersetzungen und der begleitende Aufsatz in Ungarn nicht veröffentlicht werden. Sie wurden erstmals 1964 in Jugoslawien in der ungarischen literarischen Monatsschrift Híd (Brücke) veröffentlicht. (Diese Zeitschrift der ungarischen Minderheit in Jugoslawien, war offen für die Bestrebungen der Avantgarde.) Eine in Paris ansässige wichtige literarische Zeitschrift, die von 1956 aus Ungarn geflohenen ungarischen Intellektuellen gegründet wurde, Magyar Műhely (Ungarischer Workshop) veröffentlichte die Übersetzung zusammen mit der Studie über Finnegans Wake. Diese Übersetzung hatte einen nachweislichen Einfluss auf die postmoderne ungarische Prosa.

## Ausgewählte Werke
- Endre Bíró: Nitro- és dimethylglyoxim-kobalti komplexek fényelnyelése (Die Lichtabsorption von Nitro- und Cobalt-Dimethylglyoxim-Komplexen), Dissertation, Szeged, 1942
- N. A. Bíró und A. Szent-Györgyi Jun.:[12] „Observations on the Oxidation of Succinic Acid“ Hungarica Acta Physiologica 1946, S. 9–15
- N. A. Bíró und A. E. Szent-Györgyi:„Influence of KCI and ATP on the Succinodehydrogenase and Cytochrom-Oxydase“ Hungarica Acta Physiologica 1949, S. 120–133
- N. A. Bíró and A. Szent-Györgyi Jun.: „Observations on Washed Muscle.“ Hungarica Acta Physiologica (1948) 215-217. o.
- N. A. Bíró and A. E. Szent-Györgyi: „The Effect of Actin and Physico-Chemical Changes on the Myosin ATP-ase System and on Washed Muscle“ Hungarica Acta Physiologica (1949) 120-133. o.
- Az izomfehérjék biokémiája a mechanokémiai kapcsolat szempontjából (Die Biochemie der Muskelproteine in Bezug auf die mechanochemische Verbindung), Ph.D. Dissertation, Budapest, 1955
- Nagymolekulasúlyú telítetlen zsírsavak nagyvákuumban való viselkedésének vizsgálata (Die Untersuchung von ungesättigten Fettsäuren mit hohem Molekulargewicht im Hochvakuum), fortgeschrittene Ph.D. Dissertation, Budapest, 1967
- Symposium on the Muscle, edited by N. A. Bíró and N. Garamvölgyi, Budapest, Akadémiai Kiadó, 1974
- Proceedings of the 9th Meeting of the Federation of European Biochemical Societies (Proteins of Contractile Systems), edited by György Gárdos and N. A. Bíró, Amsterdam, North-Holland-American Elsevier, Budapest, Akadémiai Kiadó, 1977

## Ausgewählte Lehrbücher
- Endre Bíró: A gyógyszeripar (Die Pharmazeutische Industrie), Budapest, Országos Neveléstudományi Intézet, 1949.
- Endre Bíró: A modern biokémia alapkérdései (Die grundlegenden Fragen der modernen Biochemie), Budapest, Gondolat, 1962.
- Endre Bíró: Biokémia (Biochemie), Budapest, Tankönyvkiadó, 1972, ein Lehrbuch für Studenten, zweite, überarbeitete Ausgabe.
- Endre Bíró (Hrsg.): Biokémia (Biochemie) / Autoren: Gabriella Kelemen [et al.], Budapest, Tankönyvkiadó, 1983, in zwei Bänden, S. 882.
- Endre Bíró (Hrsg.): Biokémiai gyakorlatok (Praktische Biochemie) / Autoren: Gabriella Kelemen [et al.], Budapest, Tankönyvkiadó, 1983, Lehrbuch für ungarische Studenten, fünfte, unveränderte Wiederveröffentlichung.

## Ausgewählte Übersetzungen
- „Szemelvények a Finnegans Wakeböl“ (Auszüge aus Finnegans Wake), (übersetzt und vorgestellt von Endre Bíró), „Híd“ (Brücke), November 1964, S. 1241–1256.
- „Szemelvények a Finnegans Wakeböl“ (Auszüge aus Finnegans Wake), „Magyar Műhely“ (Ungarischer Workshop), Paris, September 1973. S. 9–59 und Juni 1979, S. 22–29.
- James Joyce: „Finnegan ébredése: részletek“ (Auszüge aus Finnegans Wake), (Übersetzt und vorgestellt von Endre Bíró), Budapest, Holnap Kiadó, 1992 und 1994.

## Nachweise
1. ↑  „Szeged präsentierte seine eigenen Besonderheiten. Da die Fakultät in Budapest notorisch pro-faschistisch war, fanden jüdische Studenten in den dreißiger Jahren es einfacher, in Provinzhochschulen aufgenommen zu werden, statt in den verhassten Universitäten von Budapest zu studieren. Der prozentuale Anteil der jüdischen Studenten der Universität von Szeged war jeden September höher als der durch das Gesetz vorgeschriebene Anteil von fünf Prozent. Das erwies sich als ein guter Vorwand für Aufstände von rechten Studenten, vor allem von Mitgliedern der Turul-Organisation. Prof. N. A. Bíró erinnert sich gut an diese Tage. ‚Von jüdischem Ursprung und von einer liberalen Familie stammend, wurde er nur mit der Hilfe eines nichtjüdischen Familienfreunds auf die Universität von Szeged aufgenommen. Im Herbst eines jeden Jahres kam es in Szeged zu Unruhen. N. A. Bíró und andere jüdische Studenten wurden gewarnt und sie versteckten sich jenseits des Flusses in dem Stadtteil Új Szeged bis die Kämpfe zu Ende waren.‘“ Ralph W. Moss: Free Radical: Albert Szent-Gyorgyi and the Battle over Vitamin C. Paragon House Publishers, New York 1988, S. 104.
2. ↑  Endre Bíró: Nitro- és Dimethylglyoxim-kobalti komplexek fényelnyelése (Die Lichtabsorption von Nitro- und Cobalt-Dimethylglyoxim-Komplexen), Ph. D. Dissertation, Szeged, 1942
3. ↑  „Bis zum Jahr 1940 betrug die Zahl der von der antijüdischen Gesetzgebung in Ungarn betroffenen Juden etwa 224.000.“ WS Faber: Hungary's Alibi, W.S. Faber, London, 1944, S. 31.
4. ↑  Die meisten Studenten von Szent-Györgyi aus Szeged hatten sich ihm in Budapest angeschlossen. (…) N.A. Bíró, der in Siebenbürgen ein Arbeitsteam für Juden überlebt hatte, war dort, ebenso wie Ilona Banga, die die meisten wissenschaftlichen Instrumente in Szeged vor Plünderern gerettet hatte."Ralph W. Moss: Op. cit. S. 153
5. ↑  Pál Elődi: Biokémia (Biochemie), Akadémiai Kiadó, Budapest, 1981, S. 850.
6. ↑  Dezső Prágay in: Zum Gedenken an Professork Endre Bíró (Erinnerungen an Professor Endre Bíró). In: Biokémia (Die Vierteljahreszeitschrift), Ungarische Biochemische Gesellschaft, März 1989.
7. ↑  Ralph W. Moss: Op. cit. S. 157–158
8. ↑  Az izomfehérjék biokémiája a mechanokémiai kapcsolat szempontjából (Die Biochemie der Muskelproteine in Bezug auf die Mechanochemische Verbindung), Ph.D. Dissertation, 1955 in Budapest, 1955, und ein fortgeschrittener Doktortitel in Biologischen Wissenschaften
9. ↑  Nagymolekulasúlyú telítetlen zsírsavak nagyvákuumban való viselkedésének vizsgálata (Die Untersuchung von hochmolekularen ungesättigten Fettsäuren im Hochvakuum), fortgeschrittene Ph. D. Dissertation, Budapest, 1967.
10. ↑  András Mühlrad in: Zum Gedenken an Professor Endre Bíró. In: Biokémia (Der Vierteljahrgang der Ungarischen Biochemischen Gesellschaft), März 1989.
11. ↑  A tanszék története (Seite dauerhaft nicht mehr abrufbar, festgestellt im April 2019. Suche in Webarchiven) (Die Geschichte des Lehrstuhls für Biochemie)
12. ↑  Der Cousin von Albert Szent-Györgyi.

| Personendaten    | Personendaten                                                             |
| ---------------- | ------------------------------------------------------------------------- |
| NAME             | Bíró, Endre                                                               |
| ALTERNATIVNAMEN  | Bíró, Miklós Endre (vollständiger Name); Bíró, Nicholas Andrew (englisch) |
| KURZBESCHREIBUNG | ungarischer Biochemiker                                                   |
| GEBURTSDATUM     | 22. April 1919                                                            |
| GEBURTSORT       | Budapest                                                                  |
| STERBEDATUM      | 13. Juni 1988                                                             |
| STERBEORT        | Velem                                                                     |